# Szabó Sándor (színművész)
Szabó Sándor (Budapest, 1915. április 25. – Budapest, 1997. november 12.) Kossuth- és Jászai Mari-díjas magyar színművész, érdemes- és kiváló művész.

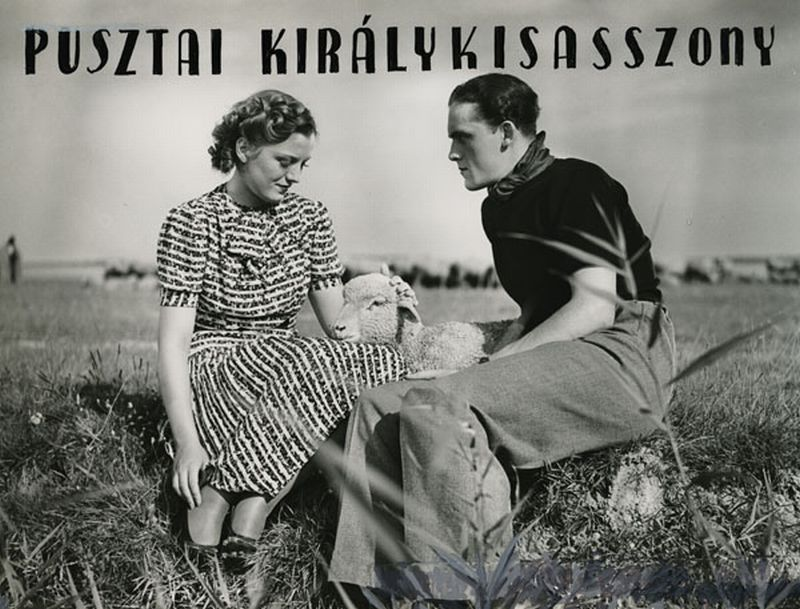
Szabó Sándor Szörényi Évával első filmszerepében, a Pusztai királykisasszony című 1939-es filmben (a fénykép 1938-ban készült)

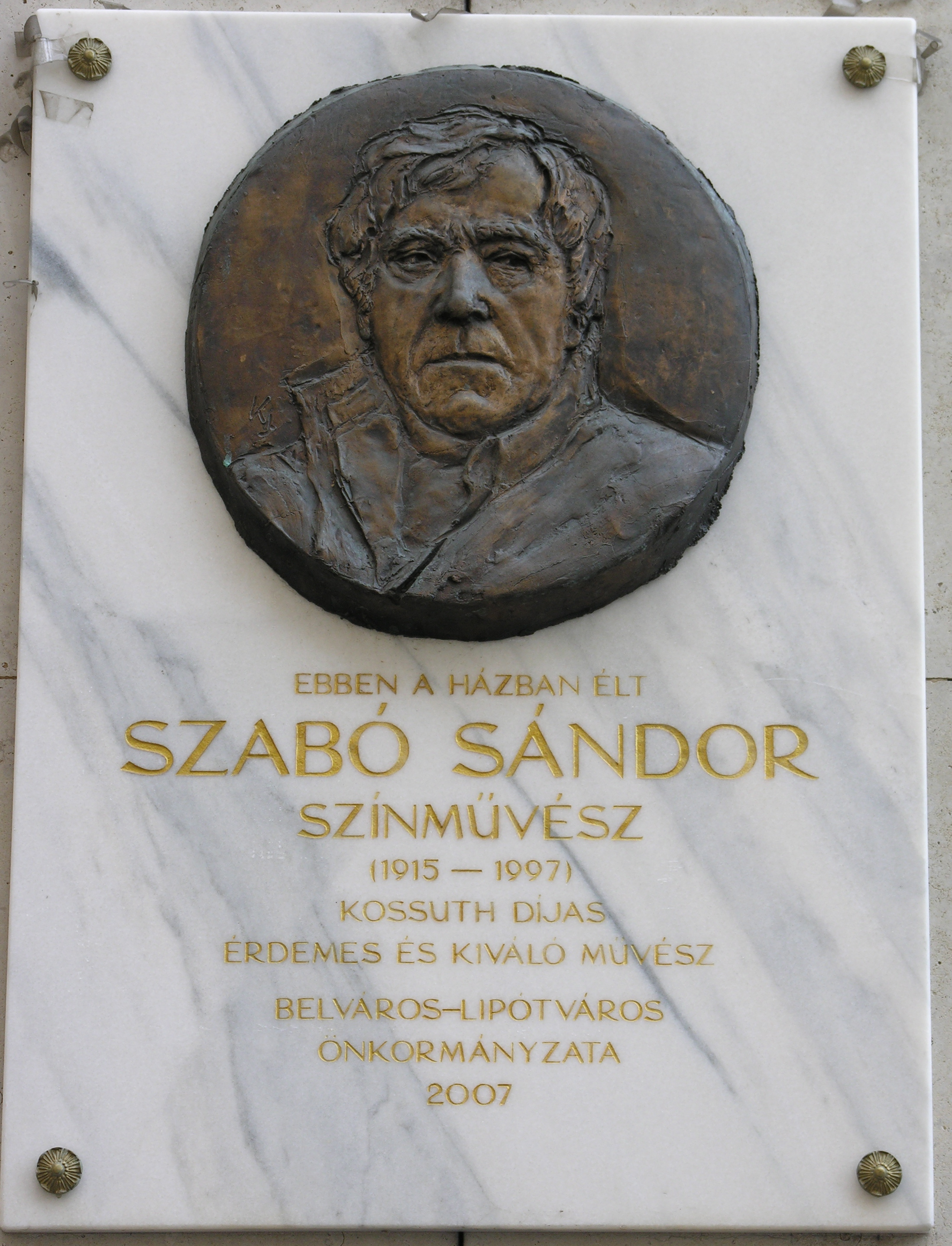
Szabó Sándor emléktáblája egykori lakhelyén, a Régi posta utca 5. szám alatt

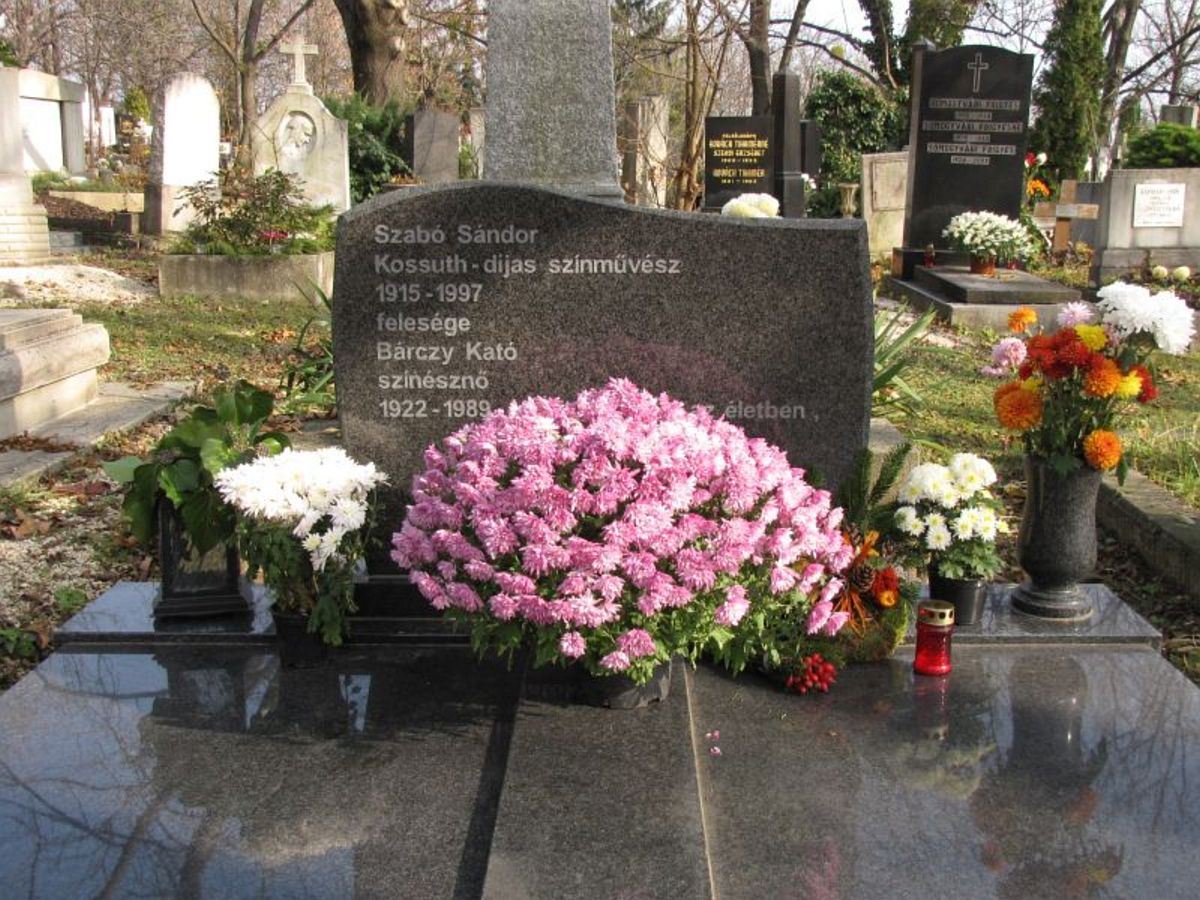
Sírja a Farkasréti temetőben (28-1-195/196)

## Életpályája
1937-ben végzett a Színművészeti Akadémián, a Nemzeti Színházhoz szerződött. 1945 és 1948 között a Vígszínház, 1948–49-ben a Művész Színház, 1949–50-ben a miskolci Nemzeti Színház, 1950–51-ben az Úttörő Színház, 1951 és 1957 között a Magyar Néphadsereg Színházának volt tagja. 1956-ban disszidált, a New York-i Petőfi Színházban volt szervező, majd a társulatnak is tagja lett. Hollywoodban és a Broadway-en is szerepelt. 1976-ban tért haza, a pécsi Nemzeti Színház tagja lett, 1977 és 1983 között a Vígszínház, 1984-től haláláig, 1997-ig a Madách Színház tagja volt. Első filmszerepe az 1938-ban készült, Pusztai királykisasszony című filmben volt, utolsó filmszerepe az 1998-ban bemutatott, Ábel Amerikában című tévéfilmben volt.

## Színpadi szerepei
- Mikszáth Kálmán–Benedek András–Karinthy Ferenc: A Noszty fiú esete Tóth Marival... Noszty Feri
- William Shakespeare: Rómeó és Júlia... Rómeó
- Molière: Tartuffe... Tartuffe
- Rostand: Cyrano de Bergerac... Cyrano
- Heltai Jenő: A néma levente... Agárdi Péter
- Anton Pavlovics Csehov: Három nővér... Versinyin
- Shakespeare: Julius Caesar... Brutus
- Madách Imre: Az ember tragédiája... Ádám
- Friedrich Schiller: Don Carlos... Don Carlos
- Kopit: Oh Dad, poor Dad... Commodore Roseabove
- Hernádi Gyula: Királyi vadászat... Gróf Erdődy Pál
- Kárpáthy Gyula: Zrínyi... Zrínyi Miklós
- Coward: Alkonyi dal... Sir Latymer
- Vörösmarty Mihály: Csongor és Tünde... Csongor
- Csehov: Sirály... Az író
- Csurka István: Házmestersirató... Szász
- Dumas: A kaméliás hölgy... Armand
- Eriksson: Párizsi élet... René Bréac
- Gow-D’Usseau: Mélyek a gyökerek... A néger
- Harsányi Zsolt: A bolond Ásvayné... Ásvay
- Háy Gyula: Isten, császár, paraszt... XXIII. János pápa
- Hollós Korvin Lajos: Hunyadi... Hunyadi
- Molnár Ferenc: Doktor úr... Dr. Sárkány
- Neil Simon: Mezitláb a parkban... főszerep
- Schiller: Tell Vilmos... Gessler
- Schiller: Don Carlos... Carlos
- Shakespeare: Szentivánéji álom... Lysander
- Shakespeare: A makrancos hölgy... Petrucchio
- Schiller: Ármány és szerelem... Ferdinánd
- George Bernard Shaw: Szent Johanna... Chauchon
- Roger Vailland: Foster... Foster ezredes
- Sárospataky István: Táncpestis... Raton

## Filmjei

### Magyar játékfilmek
- Pusztai királykisasszony (1939) – John MacPercy
- Pénz beszél (1940) – Dárday István
- Ne kérdezd ki voltam! (1941) – Ákos, Mohainé fia
- Boldog idők (1943) – Márton
- Machita (1943) – Kovács Gábor, mérnök
- Vihar után (1944) – Bordás Géza
- Zörgetnek az ablakon (1944)
- Forró mezők (1948) – Rendőrkapitány
- Tűz (1948) – A gazdasági rendőrség tisztje
- Janika (1949) – Balla János
- Felszabadult föld (1950)
- Különös házasság (1951) – Szucsinka plébános
- Déryné (1951) – Déry István
- Erkel (1952) – Petrichevich Horváth Lázár
- A város alatt (1953) – Zilahi
- Föltámadott a tenger 1-2. (1953) – Molnár Ferdinánd
- Rákóczi hadnagya (1953) – Gróf Starhemberg Maximilan generális
- 2×2 néha 5 (1954) – Bálint
- Életjel (1954) – Deák
- Az élet hídja (1955) – Jánosi, főmérnök
- Az eltüsszentett birodalom (1956)[4] – Hadvezér
- Egy magyar nábob (1966)
- Fehér sereg (1971, rövid játékfilm)
- Bluebeard (1972-francia-olasz-NSZK, magyar film)
- Fekete gyémántok (1976) – Sámuel apát
- Herkulesfürdői emlék (1976) – Wallach doktor
- Magyarok (1977) – Német gazda
- 80 huszár (1978) – Leopold Krüger tábornok
- Legato (1978) – Galkó Ervin
- Nem élhetek muzsikaszó nélkül (1978) – Lajos bácsi
- Ki beszél itt szerelemről? (1979) – Dr. Csollány Tibor
- A svéd, akinek nyoma veszett (1980) – Sós úr
- Apám kicsi alakja (1980) – Főszerkesztő
- Örökség (1980) – Komáromi
- Az élet muzsikája – Kálmán Imre (1984) – Kálmán Imre apja
- Mária-nap (1984) – Szendrey Ignác
- Küldetés Evianba (1988) – Az Egyesült Államok küldötte
- Találkozás Vénusszal (1991)
- A gólyák mindig visszatérnek (1993) – Nagypapa

### Amerikai játékfilmek
- Once in a Blue Moon (1935) – Ivan
- Mission to Moscow (1943) – Sícsapat vezetője
- Dreamboat (1952) – Óriás arab
- Hell's Island – Pokol sziget (1958) – Johann Torbig
- The Emperor's Clothes (1960)
- The Sunshine Patriot (1968)
- Topáz (Topaz) (1969) – Emile Redon

### Tévéfilmek

#### Magyarországon
- A fantasztikum betör a detektívregénybe, avagy Daibret felügyelő utolsó nyomozása (1977) – Daibret felügyelő
- A luxusvilla titka (1977)[5]
- Késő őszi esti órán (1977) – Szerző
- Teréz (1978)
- A párbaj (1979) – Webster, külügyi államtitkár
- Anyám könnyű álmot ígér (1979)
- Kiálts, város! (1979) – Gál Nagy István főbíró
- Szeplős Veronika (1980) – Elemér
- Vuk 1-4. (1980; rajzfilmsorozat [1981 mozifilmként]) – Vahúr (hang)
- A névtelen vár 1-6. (1981) – De Fervlans márki
- A szürke eminenciás (1981)
- Cid (1981) – Don Fernandez
- Holnap kupaszerda (1981)[6] – Balázsi Balázs
- Utolsó alkalom (1981) – Sréth Jenő
- A tenger 1-6. (1982) – Römer Arnold
- Liszt Ferenc (1982) – Saint-Crique gróf
- Fekete császár (1983) – X.Y.
- Szeszélyes évszakok (1983)
- Különös házasság 1-4. (1984) – Fáy, Buttler gyámja
- Nagyúri mesterség (1984)
- A tanítónő (1985) – Főúr
- A hős (1986)
- Marsall (1986)
- A megoldás (1987) – Lev Tolsztoj
- Baltazárok (1987) – Baltazár professzor
- Hosszú szökés (1987) – Karcsi bácsi
- Itt élned halnod kell (1987)
- Szomszédok (1988) – Kolonits Sándor
- Titiri (1988)
- Birtokos eset (1989)
- Családi kör (1989)
- Tizenkilenc késszúrással (1990)
- Zenés TV Színház: Kártyaaffér hölgykörökben (1990) – Professzor
- Az utolsó táltos (1992) – A pap
- Kutyakomédiák 1-3. (1992) – Pankóczi Károly
- Maigret (1992-1993; francia tévéfilmsorozat) (1994-es magyar szinkron)
- Szökevény (1993) – Öregember
- Így írtok ti (1994)
- Kisváros (1994)
- Fekete karácsony (1995)
- Ábel Amerikában (1997)

#### USA-ban
- December Bride (1954) Carl Manheim szerepében
  - 2x21 "The Wrestler"
  - 3x28 "Song Plugging"
  - 4x22 "The Bouncer Show"
- There Shall Be No Night (1956) – Magyar miniszter
- Armstrong Circle Theatre (1957) – Bela Halasz
- Naked City (1958)
- Dr. Kildare (1961)
  - 1x02 "Immunity"
- The Defenders (1961)
- Bonanza (1968)
  - 10x11 "Queen High"
- It Takes a Thief (1968)
- Mission: Impossible (1969)
  - 3x21 "Nitro"
- The Name of the Game (1968)
- It Takes a Thief (1968)
  - 3x06 "The Blue, Blue Danube"
- Osztogatás, fosztogatás keleten (wd) (1991, 4 részes mini)
- Útlevél a halálba(wd)(1992, tévéfilm) – Baron De Chaboc

## Szinkronszerepei

### Filmek
| Év   | Cím                                                     | Szereplő                                          | Színész               | Szinkron év |
| ---- | ------------------------------------------------------- | ------------------------------------------------- | --------------------- | ----------- |
| 1931 | A köpenicki kapitány                                    | N/A                                               | N/A                   | 1955        |
| 1936 | Győztesek nemzedéke                                     | N/A                                               | N/A                   | 1951        |
| 1937 | Lenin októbere                                          | N/A                                               | N/A                   | 1951        |
| 1938 | A nagy tűzfény                                          | Mikeladze ezredes                                 | Mihail Csihladze      | 1951        |
| 1942 | Boszorkányt vettem feleségül                            | Joe, a taxisofőr                                  | Frank Mills           | 1964        |
| 1947 | A Sierra Madre kincse                                   | Howard                                            | Walter Huston         | 1981        |
| 1947 | Orosz kérdés                                            | N/A                                               | N/A                   | 1950        |
| 1948 | Botrány Clochemerle-ben                                 | Hős kapitány                                      | Christian Argentin    | 1951        |
| 1949 | Alekszandr Popov                                        | Marconi                                           | Bruno Frejndlih       | 1950        |
| 1950 | Alkony sugárút (1. magyar szinkron)                     | Cecil B. DeMille                                  | Cecil B. DeMille      | 1981        |
| 1950 | Isten után az első (1. magyar szinkron)                 | N/A                                               | N/A                   | 1951        |
| 1950 | Távol Moszkvától                                        | Pogov                                             | Szergej Sztoljarov    | 1951        |
| 1950 | Sztrájk                                                 | Rendőrfelügyelő                                   | Andrej Chmelko        | 1952        |
| 1950 | Titkos megbízatás                                       | Dementiev                                         | Vaszilij Makarov      | 1950        |
| 1950 | Zsukovszkij                                             | Neszterov                                         | Vlagyimir Druzsnyikov | 1951        |
| 1951 | Egy nyáron át táncolt                                   | Lelkész                                           | John Elfström         | 1954        |
| 1951 | Feledhetetlen 1919                                      | N/A                                               | N/A                   | 1952        |
| 1951 | Fények a faluban                                        | N/A                                               | N/A                   | 1951        |
| 1951 | Megacélozottak                                          | N/A                                               | N/A                   | 1951        |
| 1951 | Oké, Néró                                               | Amerikai rádió (hang)                             | N/A                   | 1991        |
| 1952 | A boldogság madara                                      | Szadko (+ ének: Somogyvári Lajos, Reményi Sándor) | Szergej Sztoljarov    | 1953        |
| 1952 | Makszimka                                               | Nyikolaj Fedorovics, az orosz hajó kapitánya      | Szergej Kurilov       | 1953        |
| 1953 | A félelem bére (1. magyar szinkron)                     | Megbízó                                           | N/A                   | 1955        |
| 1953 | A kis Muck története (1. magyar szinkron)               | Mágus                                             | Charles Hans Vogt     | 1954        |
| 1953 | Isten hozta, Mr. Marshall!                              | N/A                                               | N/A                   | 1955        |
| 1954 | A bátorság iskolája                                     | N/A                                               | N/A                   | 1954        |
| 1954 | A rakparton                                             | Barry atya                                        | Karl Malden           | 1980        |
| 1954 | Frígiai csillag alatt                                   | N/A                                               | N/A                   | 1955        |
| 1954 | Titokzatos hajóroncs                                    | ?                                                 | ?                     | 1954        |
| 1955 | A Rumjancev-ügy (1. magyar szinkron)                    | Szergej Ivanovics Afanaszjev ezredes              | Szergej Lukjanov      | 1956        |
| 1955 | Ők ketten                                               | Százados                                          | Nikola Popović        | 1956        |
| 1958 | Montparnasse 19 (2. magyar szinkron)                    | Léopold Zborowsky                                 | Gérard Séty           | 1994        |
| 1961 | Találkozás az ördöggel                                  | Matthew Doonan atya                               | Spencer Tracy         | 1979        |
| 1968 | A Karamazov testvérek                                   | ?                                                 | ?                     | 1979        |
| 1968 | Funny Girl                                              | Florenz Ziegfeld                                  | Walter Pidgeon        | 1979        |
| 1968 | Maigret felügyelő II/1. rész: A sárga kutya             | Le Pommaret                                       | Jean-François Zeller  | 1978        |
| 1968 | Oidipusz király                                         | Teiresziász                                       | Orson Welles          | 1981        |
| 1968 | Pasas a tönk szélén                                     | Joss felügyelő                                    | Jean Gabin            | 1982        |
| 1969 | A lovakat lelövik, ugye?                                | Rocky                                             | Gig Young             | 1980        |
| 1969 | Zsiványok                                               | Főnök                                             | Will Geer             | 1985        |
| 1971 | Zeppelin (1. magyar szinkron)                           | Christian Altschul professzor                     | Marius Goring         | 1978        |
| 1972 | A keresztapa (1. magyar szinkron)                       | Don Vito Corleone                                 | Marlon Brando         | 1982        |
| 1972 | Az ötös számú vágóhíd (1. magyar szinkron)              | Német vezető                                      | Friedrich von Ledebur | 1979        |
| 1973 | A Sakál napja                                           | N/A                                               | N/A                   | 1981        |
| 1974 | Detektív két tűz között (1. magyar szinkron)            | Ed Kosterman kapitány                             | Eddie Albert          | 1978        |
| 1974 | Monte Cristo grófja (1. magyar szinkron)                | N/A                                               | N/A                   | 1980        |
| 1974 | Musical múzeum                                          | James Stewart                                     | James Stewart         | 1986        |
| 1975 | A Hintás hantái                                         | Hintás                                            | Ivan Beavis           | 1983        |
| 1975 | Barátom, Spot (1. magyar szinkron)                      | Táncos                                            | Ron Moody             | 1979        |
| 1975 | Élő erők                                                | N/A                                               | N/A                   | 1979        |
| 1975 | Lear király                                             | Lear király                                       | Michael Hordern       | 1978        |
| 1975 | Leopold, akit nagyon szeretnek                          | Léopold                                           | Georges Wilson        | 1978        |
| 1975 | Zsák a foltját                                          | Fennick                                           | Paul Scofield         | 1979        |
| 1976 | A szicíliai kereszt                                     | Continenza                                        | Ennio Balbo           | 1989        |
| 1976 | Blöff (1. magyar szinkron)                              | Philip Bang                                       | Anthony Quinn         | 1977        |
| 1976 | Macska a forró bádogtetőn                               | Nagypapi                                          | Laurence Olivier      | 1979        |
| 1976 | Mint a bumeráng                                         | Ritter ügyvéd                                     | Charles Vanel         | 1993        |
| 1976 | Nem olyan, mint a többi este                            | Roeder, régiségkereskedő                          | Heinz Rühmann         | 1979        |
| 1977 | A dominó-elv                                            | Tagge                                             | Richard Widmark       | 1978        |
| 1977 | A híd túl messze van (1. magyar szinkron)               | Dr. Jan Spaander                                  | Laurence Olivier      | 1986        |
| 1977 | A vágy titokzatos tárgya                                | Mathieu                                           | Fernando Rey          | 1979        |
| 1977 | Airport ’77 (1. magyar szinkron)                        | Philip Stevens                                    | James Stewart         | 1986        |
| 1977 | Bátor kapitányok                                        | Disko Troop                                       | Karl Malden           | 1987        |
| 1978 | Julius Caesar                                           | Julius Caesar                                     | Charles Gray          | 1980        |
| 1978 | Senkiföldje                                             | Hirst                                             | Ralph Richardson      | 1988        |
| 1979 | A karmester                                             | John Lasocki                                      | John Gielgud          | 1984        |
| 1979 | Kései szerelem                                          | Wolfgang Burger                                   | Karl Maria Schley     | 1982        |
| 1979 | Meteor                                                  | Harry Sherwood                                    | Karl Malden           | 1991        |
| 1979 | Tetthely – 96. rész: A király                           | Schermann                                         | Paul Hoffmann         | 1981        |
| 1980 | A képlet                                                | Franz Tauber, svéd üzletember                     | Wolfgang Preiss       | 1992        |
| 1981 | Tűzszekerek                                             | Trinity College igazgatója                        | John Gielgud          | 1982        |
| 1982 | A vád tanúja (1. magyar szinkron)                       | Sir Wilfred Robarts                               | Ralph Richardson      | 1990        |
| 1982 | Egy kis társasjáték                                     | Bernard Laroque                                   | Emlyn Williams        | 1985        |
| 1982 | Gandhi                                                  | Lord Irwin                                        | John Gielgud          | 1984        |
| 1982 | Sok pénznél jobb a több                                 | Bouvard felügyelő                                 | Georges Géret         | 1984        |
| 1983 | Egy öreg hölgy vállalkozása                             | Sillmann                                          | Axel von Ambesser     | 1988        |
| 1983 | Macbeth                                                 | Duncan                                            | Mark Dignam           | 1985        |
| 1983 | Rejtély az Antillákon (1. magyar szinkron)              | Mr. Rafiel                                        | Barnard Hughes        | 1985        |
| 1984 | Álomküzdők (1. magyar szinkron)                         | Elnök                                             | Eddie Albert          | 1991        |
| 1984 | Edwin                                                   | Sir Fennimore Truscott                            | Alec Guinness         | 1990        |
| 1984 | Miss Marple történetei 01.: Holttest a könyvtárszobában | Conway Jefferson                                  | Andrew Cruickshank    | 1987        |
| 1985 | Célpont (2. magyar szinkron)                            | Schroeder                                         | Herbert Berghof       | 1991        |
| 1985 | Újra meg újra                                           | Jasper Swift                                      | John Gielgud          | 1994        |
| 1986 | Tetthely – 183. rész: Az utolsó villanás                | Hans Georg Bülow felügyelő                        | Heinz Drache          | 1989        |
| 1987 | Tetthely – 192. rész: Halál az elefántházban            | Buschoff                                          | Lutz Reichert         | 1990        |
| 1988 | A milagrói babháború                                    | N/A                                               | N/A                   | 1994        |
| 1988 | Egy ember az örökkévalóságnak                           | Wolsey bíboros                                    | John Gielgud          | 1992        |
| 1988 | Élve vagy halva                                         | Lane Crawford                                     | David Huddleston      | 1989        |
| 1988 | Ítélet Berlinben (1. magyar szinkron)                   | Bernard Hellring                                  | Sam Wanamaker         | 1992        |
| 1989 | A brémai muzsikusok (rajzfilm)                          | Polgármester (hang)                               | José Luis Baltanás    | 1990        |
| 1989 | Drága papa                                              | Jake Tremont                                      | Jack Lemmon           | 1993        |
| 1989 | Halálos fegyver 2. (1. magyar szinkron)                 | Arjen „Aryan” Rudd                                | Joss Ackland          | 1990        |
| 1990 | Julianus barát                                          | III. Honorius                                     | Franco Villa          | 1990        |
| 1991 | A nagy likvidátor                                       | Andrew Jorgenson                                  | Gregory Peck          | 1992        |
| 1991 | Cape Fear – A rettegés foka                             | Lee Heller                                        | Gregory Peck          | 1992        |
| 1992 | Alexandra hercegnő                                      | Mabilleau                                         | Guy Tréjan            | 1993        |
| 1992 | Kolumbusz, a felfedező                                  | Tomas de Torquemada                               | Marlon Brando         | 1992        |
| 1993 | Sliver                                                  | Gus Hale                                          | Keene Curtis          | 1993        |
| 1994 | Csoda New Yorkban                                       | Kris Kringle                                      | Richard Attenborough  | 1994        |

### Sorozatok
| Év        | Cím                                             | Szereplő                   | Színész          | Szinkron év |
| --------- | ----------------------------------------------- | -------------------------- | ---------------- | ----------- |
| ?         | Történetek a zenéről 1-4.                       | Id. Haydn                  | Paul Muehlhauser | 1981        |
| 1972-1975 | San Francisco utcáin I-IV. (1. magyar szinkron) | Mike Stone nyomozó hadnagy | Karl Malden      | 1978-1982   |
| 1975      | Petrocelli I.                                   | Clate Dobie                | Strother Martin  | 1993        |
| 1977      | Kórház a város szélén I.                        | Telefonáló orvos           | N/A              | 1982        |
| 1984      | A chateauvalloni polgárok                       | Antonin Berg               | Jean Davy        | 1988        |
| 1986-1990 | A Guldenburgok öröksége                         | Frederico Torres           | Bernhard Wicki   | 1990-1993   |
| 1989      | Columbo VIII.                                   | Padget tábornok            | Stephen Elliott  | 1994        |
| 1989      | A nagy titok 1-6.                               | Monsieur Corbet            | Fernando Rey     | 1991        |

## Hangjáték, rádió
- Bodai Jenő: Ha az ember szerelmes (1941)
- Móricz Zsigmond: Rokonok (1950)
- Asemov, Dragomir: Határszélen (1951)
- Baróti Géza: A diadalmas név (1951)
- Karinthy Ferenc: Kőművesek (1951)
- Szentgyörgyi Elvira: Háráp Álb (1951)
- Baróti Géza: Forró föld (1952)
- Fischer, Ernst: Megtalált ifjúság (1952)
- Iványi György: Uszályhajó (1952)
- Rostand, Edmond: Cyrano de Bergerac (1952)
- Stil, André: Az első összecsapás (1952)
- Tank, Herbert: A 49. Hosszúsági fokon (1952)
- Vészi Endre: A vashuta emberei (1952)
- Bárdos lászló: Kállai kettős (1953)
- Hunyady József: A nép tudósa (1953)
- Alena Bernasková: Seherezádé részvénytársaság (1954)
- Albert István: Hoffmann meséi (1955)
- Az elbeszélés mesterei - Az olasz novella forrásai (1955)
- Corneille: Cid (1955)
- Dr. Révay József: Párduc (1955)
- Fodor József: A végső szín (1955)
- Háy Gyula: Gát a Tiszán (1955)
- Mándy Iván: Megdöflek a versem végén! (1955)
- Jiràsek, Alois: Husz és Zsiska (1956)
- A magyar humor és szatíra története: Elvújítók - nyelvújítók (1977)
- Pedro Calderon de la Barca: Úrnő és komorna (1977)
- Asturias, Miguel Angel: A zöld pápa (1978)
- Szakonyi Károly: Három dobás hat forint (1979)
- Lengyel Péter: Cseréptörés (1980)
- ÍRÓVÁ AVATNAK - Gelléri Andor Endre indulása (1982)
- John Castle - Arthur Hailey: Rémület a levegőben (1982)
- Mándy Iván: Szép álmokat, kislány (1982)
- Alexandre Dumas, Ifj.: A kaméliás hölgy (1983)
- Edgar Wallace: Fecsegő felügyelő esetei (1984)
- Zoltán Péter: Liszt Ferenc Szekszárdon (1984)
- Móricz Zsigmond: Aranyos öregek (1987)
- Nemes István: Várják, hogy kimenjek (1987)
- Illyés Gyula: Kiegyezés (1988)
- Szakonyi Károly: Szép esténk lesz (1989)
- Somlyó György: Cantata Tremenda (1990)
- Mészöly Miklós: Öregek, halottak (1992)
- Nyerges András: Hungária szuperkvíz (1992)
- Nyerges András: Makinyög (1992)
- Weöres Sándor: Szkíták (1993)
- Rudyard Kipling: A fehér fóka (1995)
- August Strindberg: Álomjáték (1997)
- Kosztolányi Dezső: Csoda (1997)

## Díjai
- Jászai Mari-díj (1953)
- Ajtay Andor-emlékdíj (1978)
- Érdemes művész (1981)
- Kiváló művész (1985)
- Kossuth-díj (1991)
- A Magyar Köztársasági Érdemrend középkeresztje (1995)[12]

## Magánélete
Szabó Ernő nagyváradi hivatalnok és a kolozsvári származású Pálffy Farkas Katalin házasságából született, hatgyerekes család legkisebb gyermekeként. Anyja korán ment férjhez, így még akkor is a kolozsvári színiakadémia tanítványa volt, amikor hatodik gyermekével volt várandós. Néhány év múltán a család Budapestre költözött, így Sándor gyerekként már a "Csikágóban" nőtt fel.
Első felesége Jalsovszky Jadda (Jadviga), a mai Balatonfűzfő kialakulásában fontos szerepet játszó dr. Jalsovszky Jenő, akkor miniszteri tanácsos és Knapp Paula lánya volt, akivel 1940-ben keltek egybe. Házasságukból két fiú született, 1941-ben Szabó Barna későbbi festőművész, 1943-ban pedig Szabó Balázs, aki 1956 után Amerikába menekült és ott üzletember lett. A néhány évig tartó és válással végződő házasság után Szabó Sándor 1949 március 8-án újból megnősült, második felesége Bárczy Kató színésznő lett.